# Hải Châu I
Hải Châu I (còn được viết là Hải Châu 1) là một phường thuộc quận Hải Châu, thành phố Đà Nẵng, Việt Nam.
Phường Hải Châu I có diện tích 0,98 km², dân số năm 1999 là 15.035 người, mật độ dân số đạt 15.342 người/km².